# حياة الخياري
حياة الخياري هي كاتبة، وناقدة تونسية وأستاذ النقد الأدبي بالجامعة التونسية، تخصّصت في دراسة الشعر الصوفي، ونالت درجة الدكتوراه مع مرتبة الشرف الأولى من جامعة سوسة عام 2011 عن أطروحتها التي حملت عنوان «الرموز الحرفية في الشعر العربي المعاصر: دراسة في أعمال أدونيس، وأديب كمال الدين، وأحمد الشهاوي».

## مؤلفاتها
ألفت حياة الخياري عددًا من المؤلفات في نقد النصوص الشعرية كان بعضها جزءًا من رسالتها التي نالت عنها درجة الدكتوراه، إلى جانب العديد من الكتب الأخرى، ومنها:
- الحرف دلالاته ورموزه في نماذج من التراث العربي.
- أضف نوناً: قراءة في «نون» أديب كمال الدين: صدر عام 2012 عن الدار العربية للعلوم ناشرون.[5]
- حوار القرآن والشِّعر عند أحمد الشهاوي: صدر عام 2012 عن الدار المصرية اللبنانية.[6][7][8]
- النبوة من القرآن إلى الشعر: صدر عام 2019عن دار روافد للنشر بالقاهرة.[9]